# Miren Azkarate

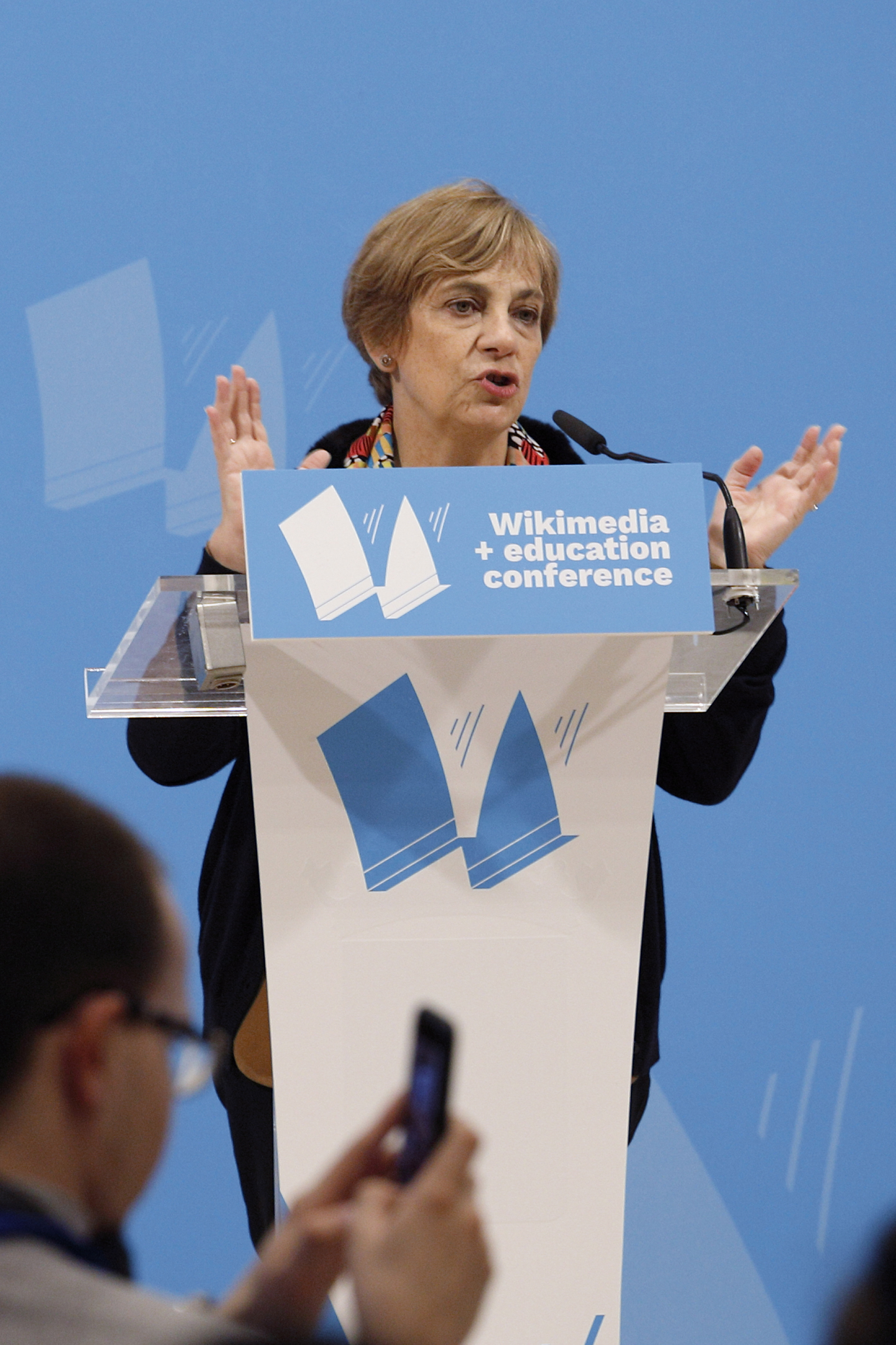
Miren Azkarate bei der Wikimediakonferenz im Jahr 2019

Miren Karmele Azkarate Villar (* 27. November 1955 in San Sebastián) ist Politikerin, Professorin für baskische Philologie und Académica der Euskaltzaindia (königliche Akademie der baskischen Sprache). Sie war außerdem Kulturministerin und Sprecherin der Regierung des Baskenlands.

## Biographie
Miren Azkarate wurde am 27. November 1995 in San Sebastián geboren. Sie studierte Sprachwissenschaft an der Universidad de Deusto und promovierte in baskischer Philologie zum Thema Komposita im Baskischen an der Universidad del País Vasco (Universität Baskenland).
Zwischen 1978 und 1988 lehrte sie an der Philologischen Fakultät der Universidad de Deusto Morphosyntax und Lexikografie. Seit 1988 lehrt sie an der Universität Baskenland, wo sie Professorin für baskische Philologie ist. Von 1996 bis 1997 war sie Vizerektorin des Baskischen an der Universität.
Seit 1983 ist sie Mitglied der Euskaltzaindia und erhielt 1992 den Titel euskaltzain oso (Vollmitglied) der königlichen Akademie der baskischen Sprache (Sitz 23). Damit war sie die erste Frau, die diesen Titel erhielt.
Miren Azkarate war Kulturministerin der baskischen Regierung in der siebten und achten Legislaturperiode von 2001 bis 2009 sowie Sprecherin für die baskische Regierung von 2004 bis 2009 während der Amtszeit von Juan José Ibarretxe.
Von 2011 bis 2018 war sie Gemeinderatsmitglied von San Sebastián.